# Carey Park
Carey Park är en by i civil parish Polperro, i distriktet Cornwall, i grevskapet Cornwall, i England. Byn är belägen 14 km från Liskeard. Byn hade 696 invånare år 2021.